# Kommunistische Studentenfraktion
Die Kommunistische Studentenfraktion, abgekürzt Kostufra, war in der Weimarer Republik ein Zusammenschluss von Studierenden, die der Kommunistischen Partei Deutschlands (KPD) angehörten.

## Geschichte
Die Kommunistische Studentenfraktion (Kostufra) entstand 1922 als Organisation kommunistischer Studierender in Deutschland. Zeitweise gehörten ihr auch Studentengruppen in Österreich und an den deutschsprachigen Hochschulen der Tschechoslowakei an. Die Reichsleitung hatte ihren Sitz in Berlin und unterstand der Agitprop-Abteilung im Zentralkomitee der KPD. Die Kostufra gab eigene Zeitschriften (Die Rote Studenten-Fahne, Student im Klassenkampf) heraus und sah ihre Aufgabe darin, die Studierenden für den Kommunismus zu gewinnen. Im Gründungsjahr zählte sie 19 Hochschulgruppen; Ende 1931 waren es 27 Gruppen.
Nach eigenem Selbstverständnis sollte die Kostufra als "Fraktion" innerhalb größerer "Massenorganisationen" wirken, die auch für Unabhängige, KPD-Sympathisanten und Sozialisten offen standen. Das war zunächst der 1922 gegründete 'Verband der sozialistischen und kommunistischen Studentenvereinigungen Deutschlands und Österreichs', der allerdings schon nach wenigen Monaten aufgrund von Differenzen zwischen Sozialdemokraten und Kommunisten wieder zerfiel. Seit 1929 initiierte die KPD den Aufbau Roter Studentengruppen, die sich im August 1929 auf einer Reichskonferenz zum "Reichsverband freisozialistischer Studentengruppen Deutschlands" zusammenschlossen. In einer Resolution bekannten sich die Teilnehmer dieser Konferenz zur Diktatur des Proletariats, zum Kampf gegen den "Hochschulfaschismus" und zur Treue gegenüber der Sowjetunion.
Unter den Studierenden, die in den 1920er und 1930er Jahren überwiegend die Rechtsparteien unterstützten, fanden die Kostufra und die Roten Studentengruppen nur geringe Resonanz. Größere Mitgliederzahlen verzeichneten allein die Gruppen in Berlin und Frankfurt/Main. Eine dominante Position erlangte die Kostufra nur an einer Hochschule, dem Bauhaus, wo sie Ende 1931 die gesamte Studierendenvertretung stellte.
Nach der nationalsozialistischen Machtübernahme wurden alle kommunistischen und sozialistischen Studentengruppen verboten und alle bekannten Mitglieder der Kostufra und der Roten Studentengruppen vom weiteren Hochschulstudium in Deutschland ausgeschlossen. Diese Maßnahme betraf insgesamt 548 Studentinnen und Studenten, die als Mitglieder kommunistischer oder sozialistischer Studentengruppen registriert waren.

## Bekannte Mitglieder
- Heinz Abraham
- Erwin Heinz Ackerknecht
- Waldemar Alder
- Fritz Belleville
- Irena Blühová
- Hans Bohla
- Franz Borkenau
- Heinz Brandt
- Albert Buske
- Isaak Butkow
- Alexej Čepička
- Joseph Dunner
- George Eliasberg
- Ernst Engelberg
- Ernst Epler
- Ludvík Frejka
- Boris Goldenberg
- Hans Eberhard Goldschmidt
- Hans Grundig
- Lea Grundig
- Kurt Heiß
- Anna Hammermann
- Walter Held
- Heinz Langerhans
- Hermann Ley
- Ruth Liepman
- Richard Löwenthal
- Paul Neck
- Erwin Petermann
- Lucie Prussog-Jahn
- Pavel Reiman
- Erich Sander
- Fritz Sauer
- Fritz Schulze
- Eva Schulze-Knabe
- Heinz Schwerin
- Richard Sorge
- Kurt Stern
- Paul Straßenberger
- Ferdinand Thomas
- Herbert Volkmann
- Hilda Weiss
- Karl August Wittfogel
- Leo Zuckermann